# SC Villa
Sports Club Villa je ugandský fotbalový klub z města Kampala založený roku 1975. Je to nejúspěšnější ugandský klub, k roku 2014 měl na svém kontě 16 titulů v Ugandan Super League.

## Historické názvy
- 1975–1979: Nakivubo Boys[2]
- 1979–1980: Nakivubo Villa[2]
- 1980–: SC Villa[2]